# Le Mystère de Sunningdale
Le Mystère de Sunningdale (The Sunningdale Mystery) est une nouvelle policière d'Agatha Christie mettant en scène les personnages de Tommy et Tuppence Beresford.
Initialement publiée le 29 octobre 1924 dans la revue The Sketch au Royaume-Uni, cette nouvelle a été reprise en recueil en 1929 dans Partners in Crime au Royaume-Uni et aux États-Unis. Elle a été publiée pour la première fois en France dans le recueil Le crime est notre affaire en 1972.
Dans le recueil Le crime est notre affaire, Agatha Christie imite le style des enquêteurs créés par les auteurs de policiers en vogue à cette époque. Dans cette nouvelle, elle parodie le « Vieil homme dans son coin » (représenté par Tommy) et la journaliste Polly Burton (représentée par Tuppence) créés par la baronne Emma Orczy,.

## Publications
Avant la publication dans un recueil, la nouvelle avait fait l'objet de publications dans des revues :
- le 29 octobre 1924, au Royaume-Uni, sous le titre « The Sunninghall Mystery », dans le no 1657 (vol. 128) de la revue The Sketch[3],[4] ;
- à l'hiver 1942, aux États-Unis, dans le no 2 de la revue Ellery Queen's Mystery Magazine[5] ;
- en juin 1974, aux États-Unis, dans le no 367 (no 6, vol. 63) de la revue Ellery Queen's Mystery Magazine[6] ;
- en novembre 1992, aux États-Unis, dans le no 605 (no 6, vol. 100) de la revue Ellery Queen's Mystery Magazine[7].

La nouvelle a ensuite fait partie de nombreux recueils :
- en 1929, au Royaume-Uni, dans Partners in Crime[3] (avec 14 autres nouvelles) ;
- en 1929, aux États-Unis, dans Partners in Crime[3] (avec 14 autres nouvelles) ;
- en 1972, en France, dans Le crime est notre affaire (adaptation des recueils de 1929).

## Adaptations
- 1953 : The Sunningdale Mystery, feuilleton radiophonique de la série Partners in Crime, avec Richard Attenborough et Sheila Sim donnant leurs voix aux Beresford ;
- 1983 : Le Mystère Sunningdale (The Sunningdale Mystery), téléfilm de la série britannique Le crime est notre affaire d'ITV (épisode 4), avec Francesca Annis et James Warwick dans les rôles des Beresford.